# Roland Penrose
Sir Roland Algernon Penrose CBE (* 14. Oktober 1900 in St. John’s Wood, London; † 23. April 1984 Farley Farm House, Chiddingly, East Sussex) war ein englischer Künstler, Kunsthistoriker und Autor. Darüber hinaus war er ein renommierter Galerist, Kunstsammler und Kurator sowie Mitbegründer der surrealistischen Bewegung in Großbritannien und Gründungsmitglied des Institute of Contemporary Arts (ICA) in London.

## Leben

### Familie und Jugend
Roland Penrose wuchs als Kind einer strengen Quäkerfamilie in Watford auf. Sein Vater, James Doyle Penrose, war ein erfolgreicher Porträtmaler; seine Mutter, Elizabeth Josephine Peckover, war die Tochter des Lord Peckover von Wisbech, einem wohlhabenden Bankier. Die Familie hatte vier Söhne. Rolands älterer Bruder, Lionel Penrose, wurde ein bekannter Psychiater, Genetiker und Mathematiker.
Der junge Roland besuchte die Leighton Park School in Reading, Berkshire. Nach einem Architekturstudium an der Universität Cambridge entschloss sich Penrose, Maler zu werden. 

### Zwischen Frankreich und England (1922–1937)
1922 zog er nach Frankreich um sich der dortigen Kunstszene anzuschließen. Er besuchte zunächst die Kunstschulen von Othon Friesz und André Lhote, wo er erstmals die kubistischen Arbeiten von Pablo Picasso und Georges Braque sah. Um 1924 kaufte er die Villa Les Mimosas in Cassis in Südfrankreich, wo er seiner ersten Frau, der Dichterin Valentine Boué begegnete; die beiden heirateten ein Jahr später. In Cassis begegnet er auch Jean Varda, Georges Braque und Wolfgang Paalen. Boué machte ihn außerdem mit André Breton und Paul Éluard bekannt, welche ihn wiederum Max Ernst, Joan Miró und weiteren Künstlern im Umfeld der surrealistischen Bewegung vorstellten. Den stärksten Einfluss sollte letztlich Max Ernst auf das Werk von Roland Penrose haben: von ihm übernahm Penrose die Techniken der Collage und Frottage, die sein späteres Werk auszeichnen. 1928 mieteten Roland und Valentine ein Appartement in Paris; später bezogen sie das Chateau Le Pouy in der Nähe von Valentines Heimat, der niederen Normandie. 1932 unternahm das Paar eine Reise nach Indien.
Penrose kehrte 1936 nach London zurück und war mit David Gascoyne und Herbert Read einer der Organisatoren der International Surrealist Exhibition in den New Burlington Galleries vom 11. Juni bis zum 4. Juli 1936 in London. Durch sein Engagement förderte Penrose die englische Surrealistenbewegung. Im selben Jahr entstand eine nachhaltige Freundschaft mit Pablo Picasso, den Penrose über Paul Éluard kennengelernt hatte. Penrose sollte 1938 Picassos Monumentalwerk Guernica durch eine Ausstellungstournee in England bekannt machen. Penroses intensive Auseinandersetzung mit dem surrealistischen Gedankengut, der Malerei und der Philosophie der Surrealisten führte schließlich zu einer heftigen Kontroverse mit Valentine, die eigene künstlerische Ziele verfolgte. Schließlich kam es zum Bruch und die beiden trennten sich 1936. Valentine reiste mit Alice Rahon, der Frau Wolfgang Paalens, nach Indien und Penrose kehrte im folgenden Jahr nach London zurück. Dort ließ er sich im Stadtteil Hampstead nieder, wo sich das Zentrum der britischen avantgardistischen Kunstszene angesiedelt hatte. 1938 eröffnete er die London Gallery in der Cork Street, wo er Arbeiten der Surrealisten vorstellte und Werke befreundeter Künstler wie Naum Gabo, Barbara Hepworth, Wolfgang Paalen, Piet Mondrian, Henry Moore oder Ben Nicholson zeigte. Mit Henry Moore kam Penrose durch Vermittlung Wolfgang Paalens in Kontakt. 1938 evozierte Moores Skulptur Mother and Child, die Penrose in Kommission vor seinem Hampsteader Haus stehen hatte, einen handfesten Presseskandal und Penrose, der bereits durch sein Engagement für Picassos Guernica auf sich aufmerksam gemacht hatte, rückte in den Fokus einer Kampagne gegen Abstrakte Kunst.

### Lee Miller und der Krieg (1937–1945)
Im Juni 1937 war Penrose auf einer Party der Surrealisten in Paris der jungen amerikanischen Fotografin Lee Miller begegnet. Die beiden verliebten sich ineinander. Miller, die zuvor schon einige Jahre bei dem surrealistischen Fotokünstler Man Ray assistiert hatte, war zu dieser Zeit mit dem vermögenden ägyptischen Geschäftsmann Aziz Eloui Bey verheiratet und lebte in Kairo. Zusammen mit ihr bereiste Penrose in den Folgejahren halb Europa. 1939 trennte sich Miller schließlich von Aziz Eloui Bey und zog unter den Vorzeichen des Zweiten Weltkrieges mit Penrose nach London.
Mit Ausbruch des Krieges meldete sich der Pazifist Penrose freiwillig als Helfer beim Luftschutz und lehrte die Malerei von Tarnmustern (Camouflagemalerei) zur Tarnung militärischen Geräts bei der British Home Guard (LVD) auf einem Trainingsgelände des Osterley Parks. Während der Zeit schrieb er das „Home Guard Manual of Camouflage“ und übernahm verschiedene Lehraufträge, die ihm bald den Rang eines Captains der Eastern Command Camouflage School in Norwich einbrachte. Rolands und Lees Haus an der Downshire Hill wurde während der Kriegsjahre bald ein beliebter Treffpunkt zahlreicher Intellektueller, Journalisten, Maler und Schriftsteller. Zum engeren Bekanntenkreis gehörten zu dieser Zeit Max Ernst, Paul und Nusch Éluard, Dalí, Man Ray, Kurt Schwitters sowie Stanley William Hayter und E. L. T. Mesens. Außerdem fanden der amerikanische Time-Life Fotograf David E. Scherman und die Journalistin Kathleen McColgan, beide Bekannte von Lee, Unterkunft im Hause Miller-Penrose.

### Das ICA
Penrose, der selbst zeitlebens nur zwei große Einzelausstellungen in eigenen Räumen bestritten hatte – 1939 und später, 1947, in der ein Jahr zuvor wieder eröffneten London Gallery – gab die eigene Malerei zeitweise völlig auf und konzentrierte sich zunehmend auf die Förderung zeitgenössischer Künstler. Mit dem Ziel, experimenteller Kunst jeglicher Art einen Raum zu bieten, schlossen sich Roland Penrose, E. L. T. Mesens, der Verleger Geoffry Grigson und der Kunstkritiker Herbert Read 1947 zusammen, um das Institute of Contemporary Arts (ICA) in London zu gründen. 1948 begann das ICA mit der ersten Ausstellung unter dem Titel 40 Years of Modern Art, einer umfangreichen Retrospektive des Kubismus, gefolgt von 40.000 Years of Modern Art, einer Schau, die vor allem Afrikanische Kunst zeigte. Doch das Interesse an moderner Kunst war zunächst äußerst gering im London der Nachkriegszeit: in Ermangelung von Kunden musste Penrose sogar seine London Gallery 1951 erneut schließen. Dennoch verfolgte er jahrelang energisch das Ziel, die Moderne nach Großbritannien zu bringen – Penrose sollte über 30 Jahre lang die treibende Kraft des ICA bleiben.

### Farley Farm und spätere Jahre

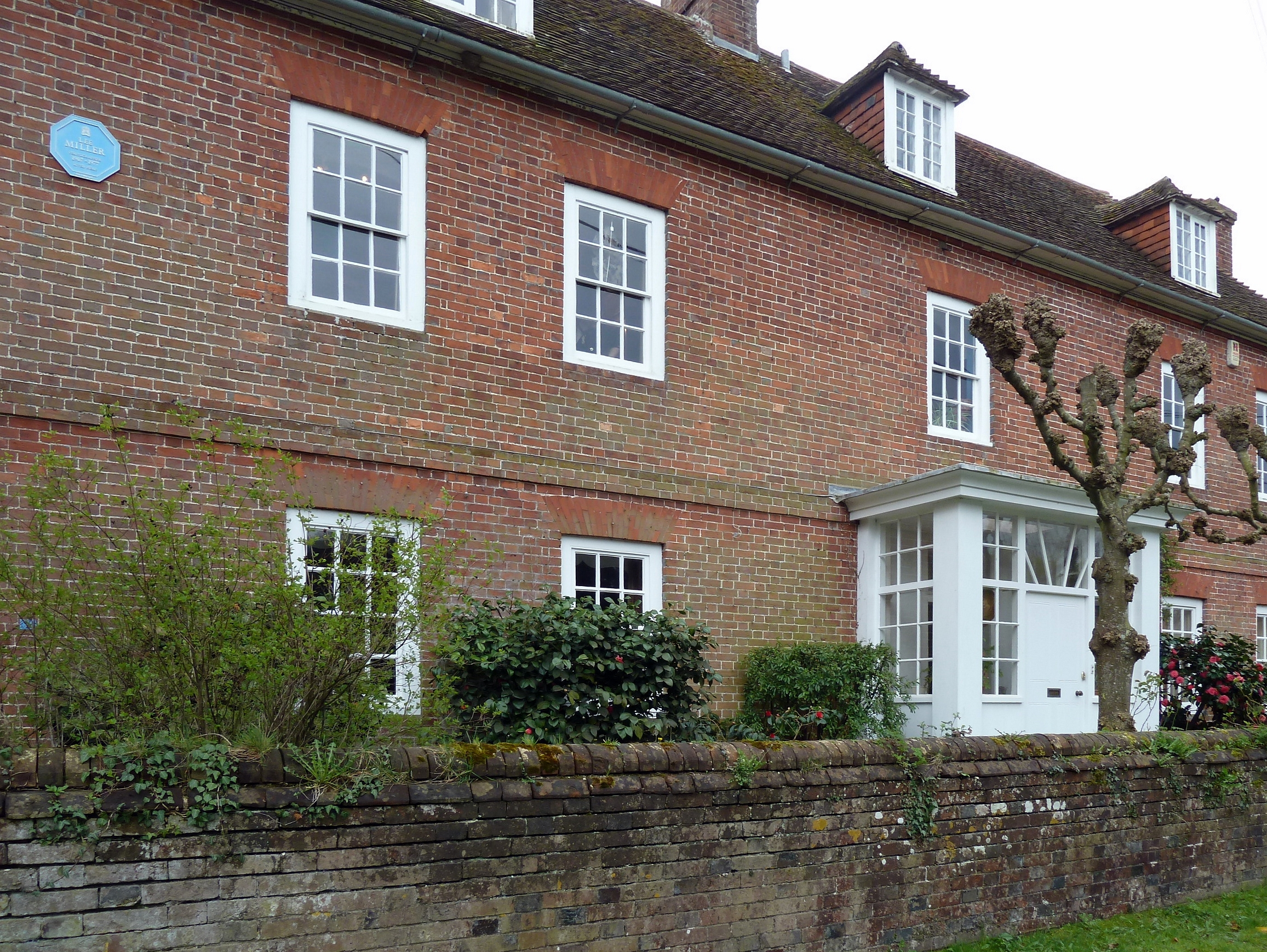
Farley Farm House im Jahr 2011

Lee Miller und Roland Penrose heirateten 1947, im selben Jahr wurde der Sohn Antony geboren. 1949 kaufte die Familie das Farley Farm House, eine kleine Milchfarm in East Sussex. Schnell verlagerten sich die Künstlertreffen dorthin, auch Valentine, Penroses erste Frau gehörte zu den häufigen Gästen. Lee Miller hielt viele dieser Treffen in den 1950er Jahren im Bild fest, bevor sie die Fotografie aufgab. Penrose gestaltete die Umgebung der Farm in einen Skulpturengarten um und zeigte in den Räumen der Farm seine umfangreiche Sammlung moderner Kunst, bevorzugt Gemälde von Picasso und den Surrealisten, sowie zahlreiche Plastiken und afrikanische Skulpturen. In den Folgejahren bis in die späten 1970er Jahre legte Penrose in seiner Tätigkeiten als Kurator des ICA und der Tate Gallery zu den Ausstellungen begleitende Kataloge und Monografien über Picasso, Picasso his life and work (1958), Miró (1970), Man Ray (1975) und Antoni Tàpies (1978) vor. 1975 gründete das Ehepaar den „Elephant Trust“ – eine Gesellschaft zur Förderung der Kunst in Großbritannien.
Lee Miller starb 1977 auf dem Farley Farm House an einer Krebserkrankung, kurz darauf gefolgt von Valentine im Jahr 1978. Beider Tod verursachte eine tiefe Depression bei Penrose, überdies erlitt er einen Schlaganfall, der es ihm fast unmöglich machte, zu schreiben. Anfang der 1980er Jahre begann Penrose noch einmal, künstlerisch zu arbeiten: Er fertigte Collagen mit Postkarten von sämtlichen Orten, die er in seinem Leben bereist hatte. 1981 veröffentlichte er seine eigene Biographie unter dem Titel Scrap Book, 1900–1981. Sir Roland Penrose starb an Lee Millers Geburtstag, dem 23. April 1984 auf der Farley Farm.
Der Nachlass von Roland Penrose und Lee Miller wird vom gemeinsamen Sohn Antony Penrose verwaltet. Er befindet sich im Farley Farm House.

## Ehrungen
Roland Penrose wurde nach der erfolgreichen Picasso-Ausstellung in der Tate 1958 im Jahr 1960 zum Commander of the British Empire (CBE) erhoben. 1966 wurde er mit dem Knight Bachelor für seine Verdienste zur Förderung der Gegenwartskunst zum Ritter geschlagen. Zu seinem 80. Geburtstag ehrte ihn die University of Sussex 1980 mit der Ehrendoktorwürde für Literatur.

## Werke (Auswahl)
- The Last One – Collage, (1984), The Roland Penrose Estate
- House the Light-house – Gouache, Collage (1983), Tate Collection, London
- The Last Voyage of Captain Cook – Skulptur (1936–67), Tate Collection, London
- Portrait – Öl auf Leinwand (1939), Tate Collection, London
- Magnetic Moths –  Mischtechnik (1938), Tate Collection, London
- Le Grand Jour – Öl auf Leinwand (1938), Tate Collection, London

## Bibliografie

### Schriften von Roland Penrose
- 1958: Pablo Picasso. Sein Leben – sein Werk. Originalausgabe 1958, 2. Aufl., Heyne, München 1985, ISBN 3-453-55083-8 (Picasso. His Life and Work: teilweise online, englisch)
- 1960: Kenneth Armitage, Bodensee-Verlag, Originalausgabe 1960
- 1970: Joan Miro (World of Art) Thames & Hudson Ltd, 1970, ISBN  0-500-18105-5 (englisch)
- 1972: Max Ernst’s Celebes. University of Newcastle Upon Tyne, 1972
- 1975: Man Ray. Originalausgabe 1975, Neuauflage: Thames & Hudson Ltd, 1989, ISBN 0-500-27055-4 (englisch)
- 1978: Tàpies. Originalausgabe 1978, Neuauflage: Ediciones Poligrafa S.A, 1995, ISBN  84-343-0467-8 (englisch)

## Audio
- Surrealism Reviewed. Interview mit Roland Penrose und Lee Miller 1946, LTM Records, CD 2343, Norfolk 2003, ISBN 0-9540549-5-4